# 神射手防空系統
神射手防空系統（英語：Marksman anti-aircraft system）是一款由馬可尼電子系統所研發的英國防空武器系統，主要部件包含一個炮塔，一具馬可尼400型防空雷達，以及兩門瑞士製奧瑞康35毫米機炮。神射手防空系統在引擎表現、載彈量以及有效射程等方面與德國的獵豹式防空坦克十分類似。
神射手防空系統的炮塔可以被安裝至許多不同戰車的底盤上，進而成為自行防空火炮。該系統目前唯一的用戶是芬蘭陸軍；該國於1990年向英國訂購了7套神射手系統。芬蘭所使用的神射手系統被裝載於波蘭的T-55AM坦克底盤上，並被芬蘭軍方賦予ItPsv 90（芬蘭語：lmatorjuntapanssarivaunu 90，意為90式防空坦克，其中90代表服役年份）的代號。神射手防空系統被認為是一款非常準確的防空火炮系統，有紀錄的平均命中率約為52.44%。
2010年時，芬蘭陸軍內的ItPsv 90被轉入戰時儲備（戰爭時才會啟用，其餘時間則保持封存）。2015年，為了填補ItPsv 90封存後防空武力的不足，芬蘭軍隊開始將神射手系統安裝至豹2A4主力戰車的底盤上。

## 服役狀況
芬蘭擁有7套ItPsv 90神射手防空系統，負責為裝甲部隊提供低空防護火力支援。ItPsv 90擁有全天候作戰的能力，而且每輛ItPsv 90皆有一組後備組員以確保戰鬥時的生存能力。ItPsv 90主要被用來打擊直升機、低空飛行的飛機以及無人機，但也能攻擊地面的裝甲目標。
ItPsv 90使用波蘭T-55AM坦克的底盤；底盤被稍微改良以容納神射手系統的炮塔。T-55AM會被選中是因為原裝版本的T-55不足以承載神射手系統的重量，而且AM版亦比T-55的馬力更為強勁。武器系統是由英國馬可尼400系列頻率捷變X/J波段監視暨追蹤雷達（British Marconi 400 series frequency agile surveillance and tracking X/J-band radar）所導引，並能在監視模式下偵測最遠12公里外的目標，在追蹤模式下搜索10公里以外的目標。該雷達的雷射測距裝置有效測量距離可達8公里。ItPsv 90的車長及炮手皆擁有陀螺儀光學穩定瞄準裝置。
ItPsv 90的主要武裝為兩門瑞士製的奧瑞康35毫米防空機炮，射擊速率為每秒18發。機炮破片彈的炮口初速約為每秒1175公尺，有效射程為4000公尺。該車亦裝有8具威格曼76毫米煙霧發射器，一把7.62毫米突擊步槍，以及一把信號槍。炮塔可360度旋轉，最大仰角可達+85度，俯角則可達-10度。車內可攜帶460發破片彈及40發反戰車穿甲彈。
ItPsv 90內裝有三具無線電，分別用於火力引導以及通訊。車內有三名乘員，分別為車長、炮手，以及駕駛。

## 型號
- 豹2式神射手（Leopard 2 Marksman）：神射手炮塔安裝於豹2式坦克底盤上的版本。主要用戶為芬蘭。[3]
- ItPsv 90：神射手炮塔安裝於T-55AM坦克底盤上的版本。主要用戶為芬蘭。

## 類似系統
- B22L防空坦克
- 獵豹式防空坦克
- PZA Loara自走高射炮（英语：PZA Loara）
- 87式自走高射炮
- PGZ-09自行高射炮
- M42防空砲車
- M247約克中士式防空砲車
- ZSU-23-4自行高炮
- 9K22通古斯卡自行高射炮

## 註記
1. ↑  Ilmatorjuntaupseeri: Panssari-ilmatorjuntakoulutus Hämeen Ilmatorjuntapatteristossa 的存檔，存档日期2007-09-28.
2. ↑  Helsingin Ilmatorjuntarykmentin ilmatorjuntapanssarivaunut viimeistä kertaa Lohtajan dyyneillä 的存檔，存档日期2014-02-01..
3. 1 2  Armeija ottaa vanhojen Marksman-vaunujen tykkitornit uuteen käyttöön （页面存档备份，存于）.